# Федченко, Сталин Иванович
Сталин Иванович Федченко (7 мая 1938, Софийск, РСФСР — 8 декабря 2022) — советский и белорусский архитектор.

## Биография
Окончил архитектурный факультет Новосибирского инженерно-строительного института (1961). Учился у В. С. Масленникова, Б. И. Оглы, В. Борзота. Работал в проектном институте ГСПИ-5, инженер-архитектор, руководитель группы.
В 1967 году переехал в Минск. Работал в институте «Минскпроект» (1967—1974), руководитель группы, главный архитектор проектов. С 1974 года — в институте «Белкоммунпроект», главный архитектор строительного отдела. С 1976 года — в институте «Белгоспроект», руководитель архитектурно-конструкторских мастерских АКМ-3 и АКМ-1. С 1993 по 1999 год — главный архитектор института «Минскгражданпроект» (ОАО «Институт „Минскгражданпроект“»).
В 1990 году организовал персональную творческую мастерскую (УП «Творческая мастерская архитектора Федченко С. И.»).
С 1999 года преподавал в Белорусском национальном техническом университете.
Умер 8 декабря 2022 года после продолжительной болезни.

## Известные работы
Памятник В. Мулявину на Восточном кладбище в Минске (2006, скульптор А. М. Кострюков).
Мемориальный ансамбль воинам-пограничникам в Гродно (2004, скульптор Г. В. Буралкин).
Мемориальный комплекс «Доры» в деревне Доры Воложинского района Минской области (1991, скульптор Н. И. Кондратьев, архитекторы — О. Б. Ладыгина и С. И. Федченко).

## Награды и звания
- Медаль Франциска Скорины (2017)
- Юбилейная медаль «60 лет Победы в Великой Отечественной войне 1941—1945 гг.»
- Медаль «За помощь пограничным войскам Республики Беларусь»
- Грамота Содружества Независимых Государств (26 августа 2005 года) — за вклад в укрепление и развитие дружбы, добрососедства и взаимопонимания между народами государств — участников Содружества Независимых Государств, в патриотическое воспитание новых поколений граждан государств — участников Содружества и в связи с 60-летием Победы в Великой Отечественной войне 1941—1945 годов[3]
- Почётная грамота Министерства архитектуры и строительства Республики Беларусь (1998)
- Член Союза архитекторов СССР (1967)
- Член Союза архитекторов БССР (1967), член Белорусского Союза архитекторов
- член-корреспондент Белорусской Академии архитектуры